# Мемориальный художественный музей Аллена

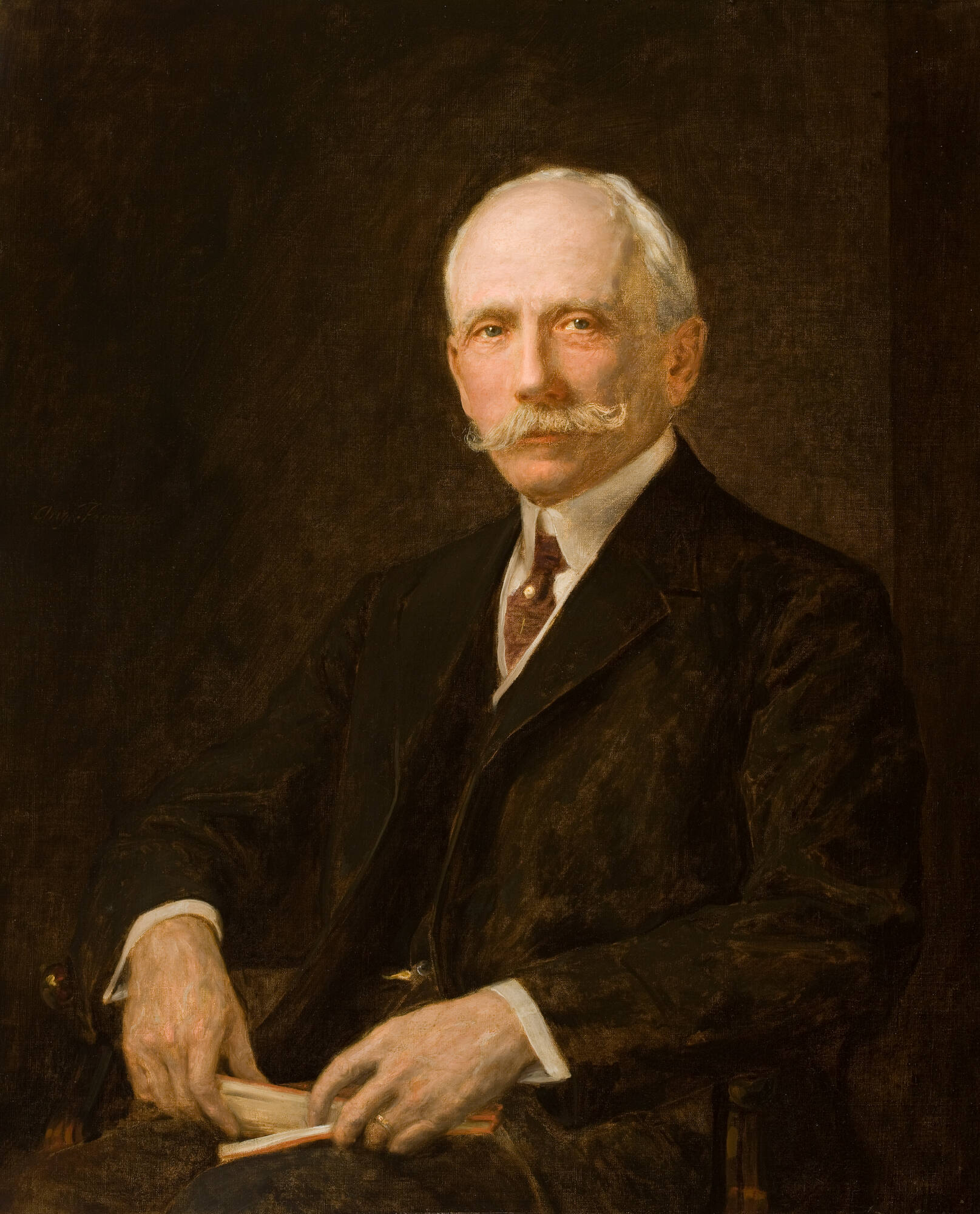
Портрет основателя музея Дадли Питера Аллена, художник Август Рейнхольд Францен, 1915 год

Мемориальный художественный музей Аллена (англ. Allen Memorial Art Museum, AMAM) — художественный музей, расположенный в городе Оберлин и относящийся к Оберлинскому колледжу. Он был основан в 1917 году. Его собрание насчитывает более 15 000 произведений искусства.

## Описание
Главной функцией музей является образовательная и научная. Он прежде всего ориентирован на студентов, преподавателей и сотрудников Оберлинского колледжа, а также связанными с ними людьми. Наиболее представленным в собрании является голландское и фламандское искусство XVII века, европейское и современное американское искусство XIX и начала XX веков, а также произведения азиатского, европейского и американского искусства, выполненные на бумаге. Коллекция музея экспонируется в здании, построенном в стиле итальянского ренессанса архитектором Кэссом Гильбертом и носящем имя основателя музея д-ра Дадли Питера Аллена, выпускника и попечителя Оберлинского колледжа, а также первого мужа Элизабет Северанс Прентисс. Последняя завещала музею часть своей коллекции произведений искусства, собирать которую она начала во время своего первого брака.
В 1977 году по проекту архитекторов Роберта Вентури и Дениза Скотт-Брауна была воздвигнута пристройка к зданию музея, выполненная в стиле постмодернизма. В 2011 году была завершена двухлетняя модернизация исторического здания музея, после которой он был удостоен золотого сертификата LEED — международной системы оценки энергоэффективности и экологичности коммерческой недвижимости.

## Собрание

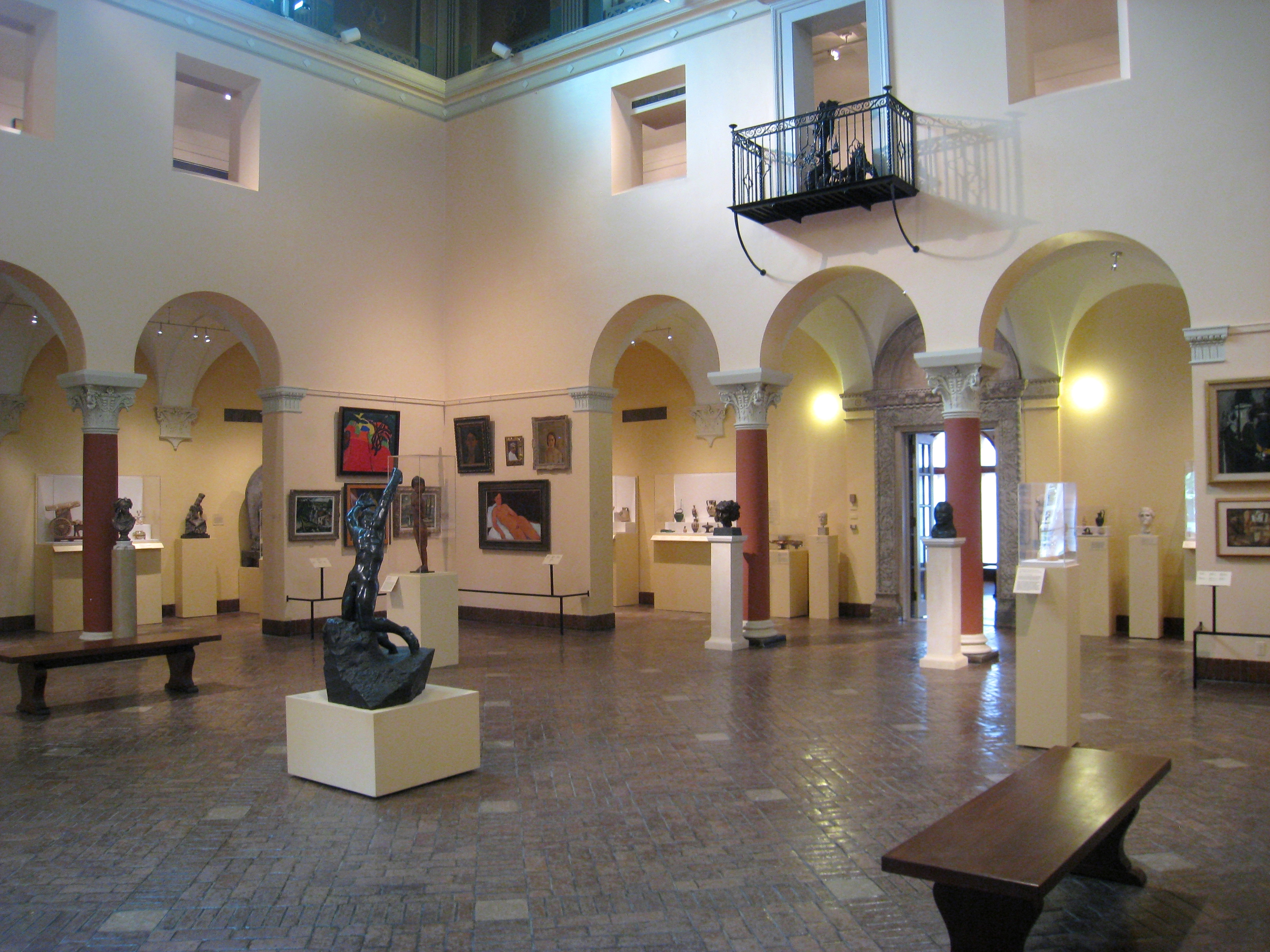
Центральная ротонда Аллена с крыльями здания, посвящёнными египетскому, древнегреческому и римскому искусству

Собрание Мемориального художественного музея Аллена составляет более 15 000 предметов искусства, включая картины, скульптуры, предметы декоративно-прикладного искусства, гравюры, рисунки и фотографии, дающие всесторонний обзор истории искусства различных культур. Центральное место в собрании занимает коллекция европейской и американской живописи и скульптуры (с XV века по сегодняшний день), а также коллекция произведений азиатского искусства: картины, свитки, скульптуры и предметы декоративного искусства, а также большое собрание гравюр в жанре укиё-э.
В музее также представлено древнеегипетское, древнегреческое, римское, африканское искусство и искусство доколумбовой Америки. В собрание также входит архив Евы Гессе, включающий в себя записные книжки, дневники, фотографии и письма художницы. Он, наряду с художественным отделом, размещается в доме Вельтцгеймера-Джонсона, построенном по проекту архитектора Фрэнка Ллойда Райта.

## Прокат картин
В начале каждого семестра студенты колледжа занимают очередь и ставят палатки перед северными воротами музея, чтобы иметь возможность первыми выбрать оригинальные гравюры, литографии и картины таких художников, как Пьера Огюста Ренуара, Энди Уорхола, Сальвадора Дали или Пабло Пикассо. За пять долларов в семестр они имеют право вешать эти работы на стенах своих комнат в общежитии.
Подобная практика была инициирована в 1940-х годах Элленом Х. Джонсоном, профессором искусства в Оберлине, с целью «развития эстетических чувств студентов, а также упорядоченного мышления и проницательности в различных областях их жизни».